# Saint-Ferréol-d'Auroure
Saint-Ferréol-d'Auroure is een gemeente in het Franse departement Haute-Loire (regio Auvergne-Rhône-Alpes). De plaats maakt deel uit van het arrondissement Yssingeaux. Saint-Ferréol-d'Auroure telde op 1 januari 2022 2.457 inwoners.

## Geografie
De oppervlakte van Saint-Ferréol-d'Auroure bedroeg op 1 januari 2022 10,85 vierkante kilometer; de bevolkingsdichtheid was toen 226,5 inwoners per km².

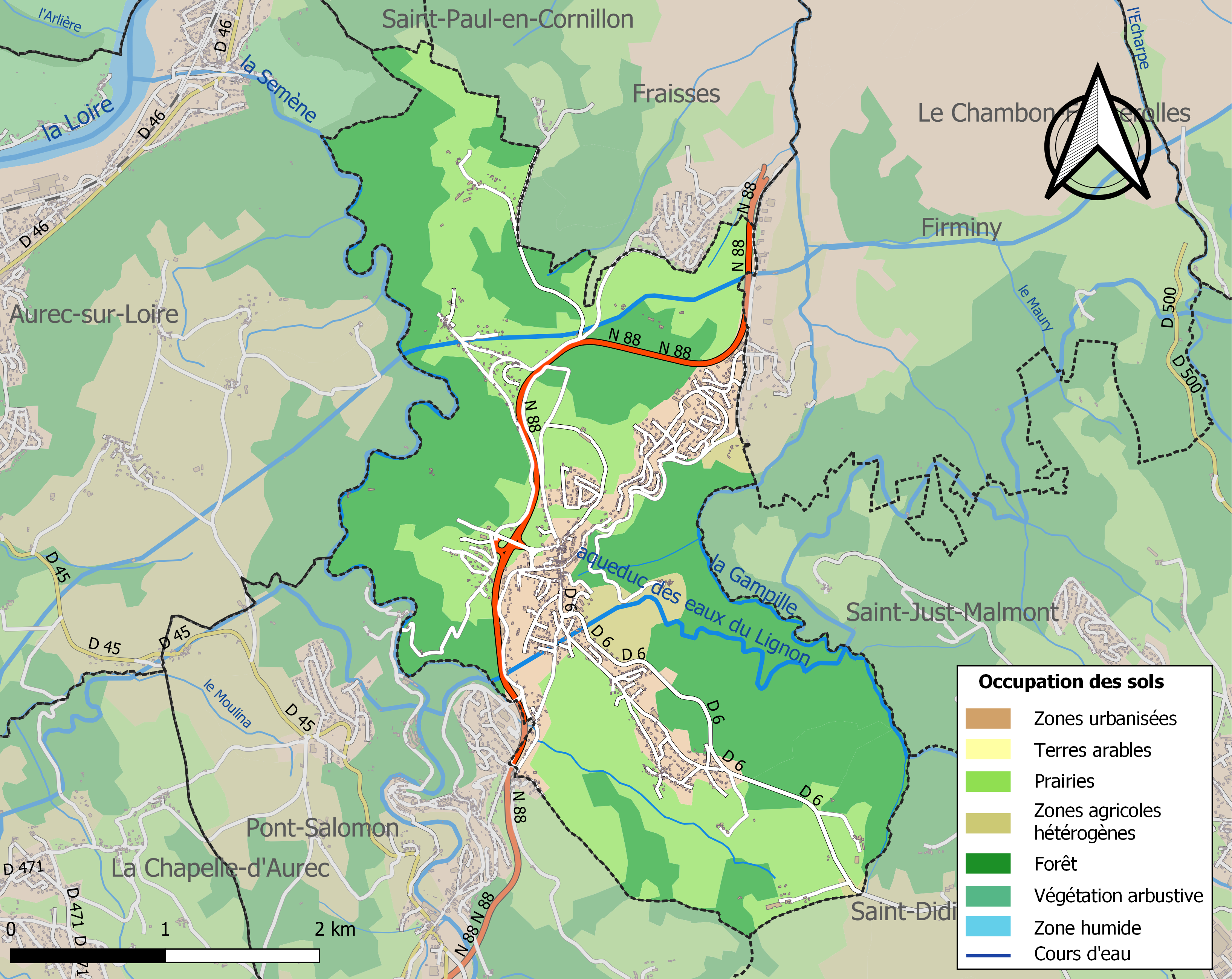
Kaart van de gemeente met de belangrijkste infrastructuur, bodemgebruik en omliggende gemeenten

## Demografie
Onderstaande figuur toont het verloop van het inwonertal (bron: INSEE-tellingen).